# Seligeria cardotii
Seligeria cardotii är en bladmossart som beskrevs av R. Brown ter 1898. Seligeria cardotii ingår i släktet dvärgmossor, och familjen Seligeriaceae. Inga underarter finns listade i Catalogue of Life.